# Fischeria billbergiana
Fischeria billbergiana là một loài thực vật có hoa trong họ La bố ma. Loài này được (Beurl.) Morillo mô tả khoa học đầu tiên năm 1988.